# The Beginning Massive Stadium Tour
The Beginning Massive Stadium Tour – piąta trasa koncertowa amerykańskiej grupy The Black Eyed Peas promująca szósty album zespołu The Beginning (2010). Trasa rozpoczęła się 22 czerwca 2011, a zakończyła się 12 listopada 2011 roku.

## Otwierający trasę
- David Guetta (Paryż i Madryt, 22 czerwca i 14 lipca)
- Natalia Kills (Paryż, 24 i 25 czerwca, Düsseldorf, 28 czerwca)
- Stromae (Paryż, 24 i 25 czerwca)
- LMFAO (Stoke On Trent, 6 lipca)
- Tinie Tempah (Düsseldorf, 28 czerwca)

## Lista utworów
- „Rock That Body”
- „Meet Me Halfway”
- „Just Can't Get Enough”
- „The Best One Yet (The Boy)”
- Apl.de.ap solo DJ Set
- „Don't Phunk with My Heart”
- „My Style”
- „Shut Up”
- „Don’t Stop the Party”
- „Imma Be”
- „Joints & Jam”
- Fergie solo DJ Set
- will.i.am solo DJ Set
- „Let’s Get It Started”
- „Pump It”
- „Light Up the Night”
- „Where Is the Love?”
- „Boom Boom Pow”
- „The Time (The Dirty Bit)”
- „I Gotta Feeling”

## Daty koncertów
| Data                 | Miasto                | Kraj              | Miejsce                         | Support                                                          |
| Europa               | Europa                | Europa            | Europa                          | Europa                                                           |
| -------------------- | --------------------- | ----------------- | ------------------------------- | ---------------------------------------------------------------- |
| 22 czerwca 2011      | Paryż                 | Francja           | Stade de France                 | David Guetta                                                     |
| 24 czerwca 2011      | Paryż                 | Francja           | Stade de France                 | Natalia Kills, Stromae                                           |
| 25 czerwca 2011      | Paryż                 | Francja           | Stade de France                 | Natalia Kills, Stromae                                           |
| 28 czerwca 2011      | Düsseldorf            | Niemcy            | Esprit Arena                    | Tinie Tempah, Natalia Kills                                      |
| 1 lipca 2011         | Londyn                | Anglia            | Hyde Park                       |                                                                  |
| 3 lipca 2011         | Werchter              | Belgia            | Rock Werchter                   |                                                                  |
| 6 lipca 2011         | Stoke-on-Trent        | Anglia            | Alton Towers Resort             | Parade, Labrinth, LMFAO                                          |
| 8 lipca 2011         | Kildare               | Irlandia          | Punchestown Racecourse          |                                                                  |
| 14 lipca 2011        | Madryt                | Hiszpania         | Estadio Vicente Calderón        | David Guetta                                                     |
| Ameryka Północna     |                       |                   |                                 |                                                                  |
| 29 lipca 2011        | White Sulphur Springs | Stany Zjednoczone | Greenbrier Classic              |                                                                  |
| 30 lipca 2011        | Columbia              | Stany Zjednoczone | Merriweather Post Pavilion      |                                                                  |
| 3 września 3011      | Minot                 | Stany Zjednoczone | North Dakota State Fair         |                                                                  |
| 23 września 2011     | Paradise              | Stany Zjednoczone | MGM Grand                       |                                                                  |
| 30 września 2011     | Nowy Jork             | Stany Zjednoczone | Central Park                    |                                                                  |
| Azja                 |                       |                   |                                 |                                                                  |
| 25 października 2011 | Pasay                 | Filipiny          | SM Mall of Asia Concert Grounds |                                                                  |
| Ameryka Południowa   |                       |                   |                                 |                                                                  |
| 12 listopada 2011    | Paulínia              | Brazylia          | SWU Music & Arts                |                                                                  |
| 15 listopada 2011    | Asunción              | Paragwaj          | Jockey Club                     |                                                                  |
| Ameryka Północna     |                       |                   |                                 |                                                                  |
| 23 listopada 2011    | Miami Gardens         | Stany Zjednoczone | Sun Life Stadium                | Sean Kingston, Jason Derulo, T-Pain, Cee Lo Green, Queen Latifah |